# Zvole (Olomouc)
Zvole (in tedesco Schmole) è un comune della Repubblica Ceca facente parte del distretto di Šumperk, nella regione di Olomouc.